# Sugarloaf Saw Mill
Sugarloaf Saw Mill – jednostka osadnicza w Stanach Zjednoczonych, w stanie Kalifornia, w hrabstwie Tulare.